# استامر ماکسول
استامر ماکسول (انگلیسی: Steamer Maxwell; ۱۹ مهٔ ۱۸۹۰ – ۱۱ سپتامبر ۱۹۷۵) بازیکن هاکی روی یخ اهل کانادا بود.
وی همچنین برندهٔ جوایزی همچون تالار افتخارات هاکی شده‌است.